# Zapasy w stylu klasycznym

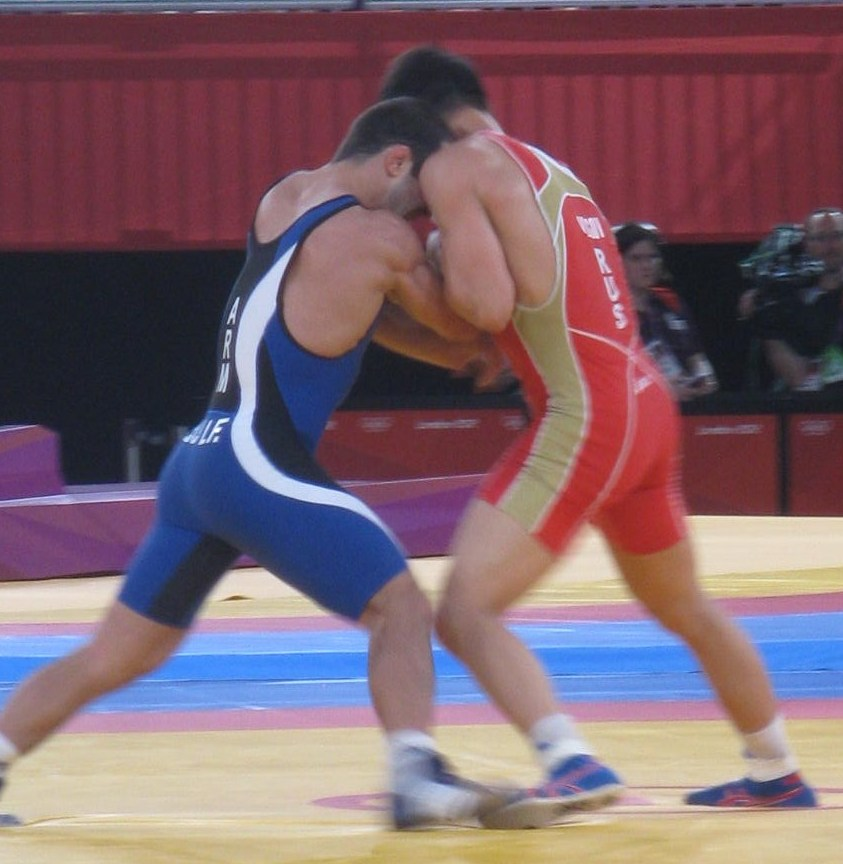
Zapasy w stylu klasycznym

Styl klasyczny – jeden z dwóch stylów rywalizacji w zapasach. Styl klasyczny różni się od stylu wolnego tym, że nie można w nim wykonywać żadnych akcji i chwytów z udziałem nóg, czyli ataków uchwytem za nogi, „haczeń” nóg, nie wolno również wykonywać rzutów operując nogami.

## Stylistyka
Walka może się toczyć w pozycjach stojącej (w „stójce”) i parterowej (w „parterze”), gdy przeciwnik klęcząc na kolanach podpiera się rękoma lub leży przodem na macie.
W obydwu tych pozycjach występują grupy różnorodnych ataków i obron, których umiejętnie zastosowane w walce stwarzają widowisko pełne ekspresji, dynamiki oraz zaskakujących sytuacji.
W pozycji parterowej wyróżnić można następujące grupy rzutów z uniesienia przeciwnika: dźwigania do suplesu, odwrotnego pasa. Stosuje się także przetaczanie („wózki”) oraz techniki, w których atakowane są ręce przeciwnika („hamerloki”, „klucze” i „nelsony”).
W pozycji stojącej technik i ich odmian jest znacznie więcej. Do podstawowych należą: rzuty suplesowe, rzuty biodrowe, powalenia, posadki, rzuty przez bark i wywrotki. Do bardzo spektakularnych akcji technicznych należą rzuty suplesowe, które polegają na przerzuceniu przeciwnika przez siebie poprzez dźwignięcie przeciwnika z maty oraz rzut poprzez mocne wygięcie tułowia do tyłu.

## Podstawowe elementy techniki w stylu klasycznym
- szarpnięcie za rękę
- nurkowanie
- wywrotka
- wejście w pas
- obrony
- kontry

Przerzuty suplesowe:
- za rękę i tułów
- z zakrokiem
- za dwie ręce
- „białoruski”